# Ricao
Ricao ist eines von 13 Parroquias und zugleich dessen Hauptort in der Gemeinde Quirós in Asturien, Nordspanien.

## Dörfer und Weiler
- Ricao 68 Einwohner 2011 43° 6′ 43″ N, 5° 58′ 34″ W
- Bueida 9 Einwohner 2011

## Sehenswürdigkeiten
- Pfarrkirche San Bartolomé
- Ermita del Trobaniello (Einsiedelei)